# Aavere (Anija)
Aavere is een plaats in de Estlandse gemeente Anija, provincie Harjumaa. De plaats heeft de status van dorp (Estisch: küla).

## Bevolking
De plaats had 12 inwoners op 31 december 2011 en 13 inwoners op 31 december 2021.